# توماش ژیلینسکی
توماش ژیلینسکی ((به لهستانی: Tomasz Zieliński)؛ زادهٔ ۲۹ اکتبر ۱۹۹۰) وزنه‌بردار اهل لهستان است.
وی در مسابقات کشوری و بین‌المللی در مجموع برندهٔ ۱ مدال طلا، ۱ مدال نقره، ۱ مدال برنز شده‌است.